# Kirsten Borgen
Kirsten Borgen (ur. 16 listopada 1957) – norweska zapaśniczka walcząca w stylu wolnym. Srebrna medalistka mistrzostw świata w 1989, a także mistrzostw Europy w 1988 roku.
Mistrzyni Norwegii w 1989 roku.